# 賓杜
賓杜，又稱松柏坡（Cedarbrae）及美蘭公園（Midland Park），是加拿大安大略省多倫多東部士嘉堡的一個住宅社區。它中心位於羅倫斯東路（Lawrence Avenue East）夾冰梨道（Brimley Road）處。根據市政府的定義，它的邊界是由羅倫斯路開始的美蘭路（Midland Avenue），北至401號公路，東至麥高雲道（McCowan Road），南至羅倫斯路，東至西高地溪（West Highland Creek），西南沿西高地溪，然後沿著平行於該溪的街道，北至美蘭路。艾斯美道（Ellesmere Road）以北的地區通常被認為屬士嘉堡城市中心（Scarborough City Centre），該條目不予提及。
賓杜（Bendale）一名是於1881年由原名Benlomond縮短而成，原名來自羅曼峰（Ben Lomond）。

## 描述
該區域主要是住宅區。在住宅中，39%為獨立式住宅，42%為公寓樓。2011年記錄的人口為27,876人。與多倫多的大部分區域一樣，該區域族裔多元，但在2018年之前，來自歐洲國家的移民湧入人數高於士嘉堡中心區域的其他地方。2019年，最常見的母語及在家使用的語言是英語。

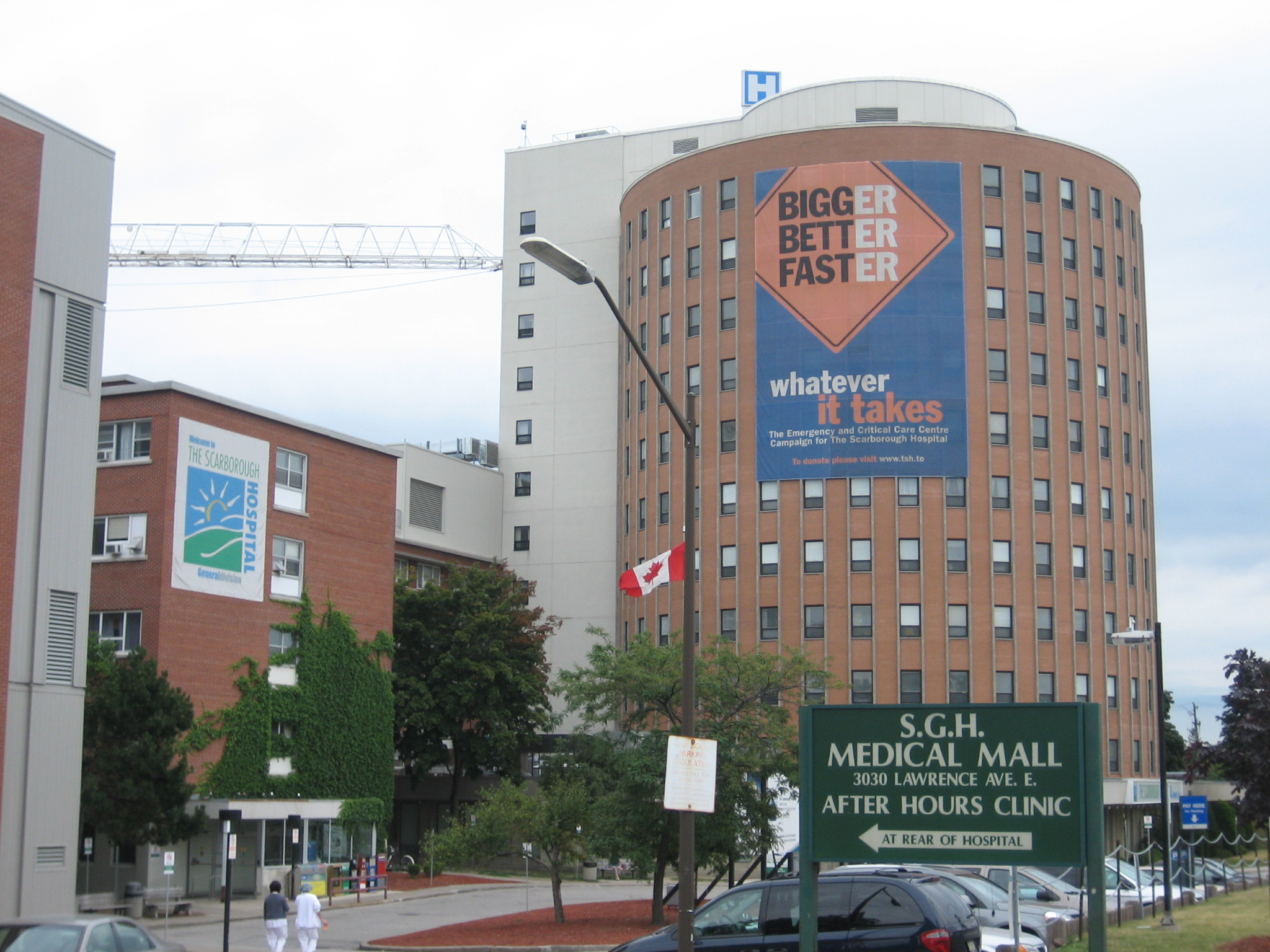
士嘉堡醫院總院位於賓杜。

該地區的地標包括士嘉堡醫院總院，位於羅倫斯路夾麥高雲道處。士嘉堡博物館位於羅倫斯路以北的冰梨道（Brimley Road）處。
在麥高雲道（McCowan Road）與Bellamy Road之間的羅倫斯路（Lawrence Avenue）以北區域，大部分街道名稱以Ben開頭。例如：
- 徑：Benleigh Drive、Benshire Drive、Ben Nevis Drive
- 坊：Benfrisco Crescent、Benhur Crescent、Benorama Crescent
- 圍：Benadair Court、Benprice Court
- 道：Ben Stanton Boulevard、Ben Doran Boulevard

Ben Stanton是「Ben Jungle」的建造者，他與Ben Jungle的鄰居一起慶祝了他的90歲生日。

## 教育

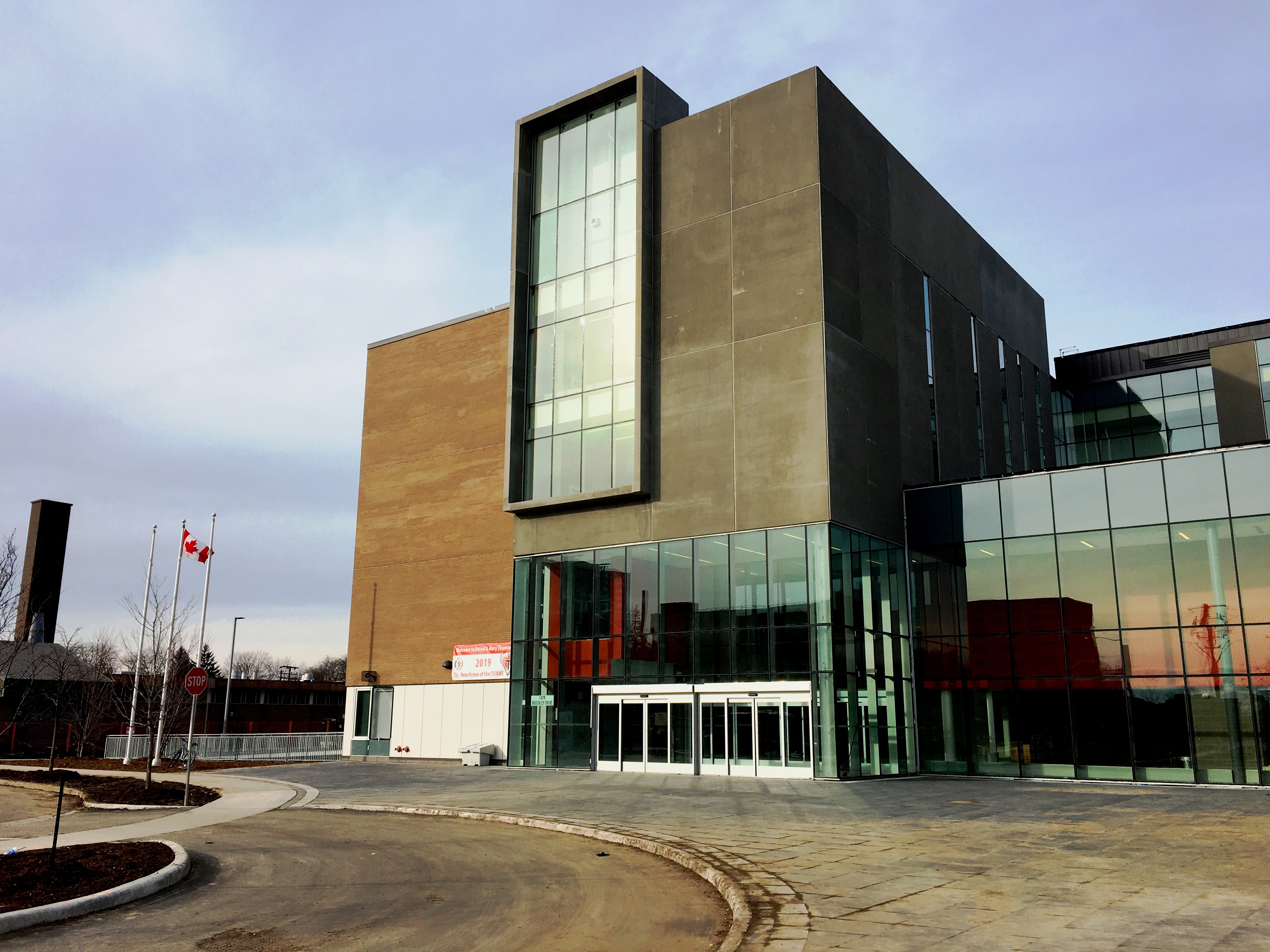
湯遜書院（David and Mary Thomson Collegiate Institute）是一所位於賓杜的公立中學。

賓杜的學校由兩個公校局主管，即多倫多天主教教育局（TCDSB）及多倫多公校教育局（TDSB）。TCDSB是一個天主教的公校局，而TDSB是一個公立的世俗公校局。除了TCDSB和TDSB，兩個法語公校局，維亞蒙德公校局（Conseil scolaire Viamonde，縮寫CSV）及Conseil scolaire catholique MonAvenir（縮寫CSCM）也為賓杜的學生提供教育，儘管它們都沒有在賓杜開設學校。CSV是一個世俗的法語公校局，而CSCM是一個天主教的法語公校局。
TCDSB和TDSB在賓杜運營着數所獨立的公立小學。賓杜的小學包括：
- 賓杜初級公立學校（Bendale Junior Public School）
- 查理斯·歌頓高級公立學校（Charles Gordon Senior Public School）
- 當活公園公立學校（Donwood Park (Junior) Public School）
- 高溪高級公立學校（Highbrook Senior Public School）
- 依治活公立學校（Edgewood Public School）
- 盈暉臺公立學校（Knob Hill Public School） was constructed in 1956 and serves Kindergarten to Grade 8 with approximately 500 students and 50 staff from over 30 countries and speaking 20 different languages. From 1969 to 2011, Knob Hill was a feeder school to John McCrae.
- 己連初級公立學校（Hunter's Glen Junior Public School）
- 北賓杜公立學校（North Bendale Public School）
- 聖安德魯斯公立學校（St. Andrew's Public School） serves Junior Kindergarten to Grade 8 and was built in 1959 on the estate of David and Mary Thomson, who were among the first settlers in Scarborough. The name honours their Scottish heritage. The school was branded as a junior school from 1968 to 1985 when Highbrook Senior school operated.
- 聖亞爾伯天主教學校（St. Albert Separate School）
- 聖安德烈公立學校（St. Andrew Public School）
- 聖理查天主教學校（St. Richard Catholic School）
- 聖羅撒天主教學校（St. Rose of Lima Catholic School）
- 聖維篤天主教學校（St. Victor Catholic School）

TCDSB不在社區開設中學，但居住在賓杜的TCDSB中學生可前往鄰近社區的TCDSB中學就讀。許多人就讀於瑪麗·沃德天主教中學（Mary Ward Catholic Secondary School）、方濟·利伯曼天主教中學（Francis Libermann Catholic High School）、聖若望·亨利·紐曼天主教中學（St. John Henry Newman Catholic Secondary School）、聖貞德天主教學校（St. Joan of Arc Catholic Academy，前稱Jean Vanier Catholic Secondary School）、聖若望保祿二世天主教中學（St. John Paul II Catholic Secondary School）、麥禮義中學（Neil McNeil High School）、聖母中學（Notre Dame High School）及奧干拿上議員書院（Senator O'Connor College School）。TDSB在社區運營着兩所中學，湯遜書院（David and Mary Thomson Collegiate Institute），前者於2019年與附近的賓杜商業及技術學院（Bendale Business and Technical Institute）及士嘉堡第一替代教育學校（Alternative Scarborough Education 1）合併。除了中學，TDSB還在賓杜運營着數所提供初等教育的機構。

## 外部連結
- . City of Toronto.   [August 21, 2013]. （原始内容存档于2013-09-11）.